# Tetraponera elegans
Tetraponera elegans (лат.) — вид древесных муравьёв рода Tetraponera из подсемейства Pseudomyrmecinae (Formicidae). 

## Распространение
Мадагаскар.

## Описание
Муравьи мелкого размера, в основном коричневого цвета (4—5 мм). Ширина головы рабочих от 1,03 до 1,19 мм, длина головы от 1,36 до 1,64 мм. Базальный край жвал беззубый; передний край клипеуса широковыпуклый и зубчатый, направлен вперёд, а не антеровентрально; голова удлиненная; дыхальце метанотума не выступает сбоку от мезосомы; дорсальная сторона проподеума широковыпуклая сбоку и сзади; петиоль длинный и тонкий. Тело оранжево-коричневое с контрастной темно-коричневой головой; придатки светло-оранжево-коричневые, дистальные части усиков и бедер контрастно темно-коричневые.

## Систематика
Вид был впервые описан в 2022 году американским мирмекологом Филипом Уардом (Philip Ward, Department of Entomology, University of California, Davis, Калифорния, США) в ходе проведённой им родовой ревизии. Включен в видовую группу Tetraponera  grandidieri-group, но отличается тонким и длинным петиолем, удлиненной головой и ногами. Молекулярные данные говорят что его сестринским видом является Tetraponera manangotra.